# Han van Meegeren
Han van Meegeren, nato Henricus Antonius van Meegeren (Deventer, 10 ottobre 1889 – Amsterdam, 30 dicembre 1947), è stato un pittore e falsario olandese, considerato uno dei più abili falsari d'arte del XX secolo.

## Biografia

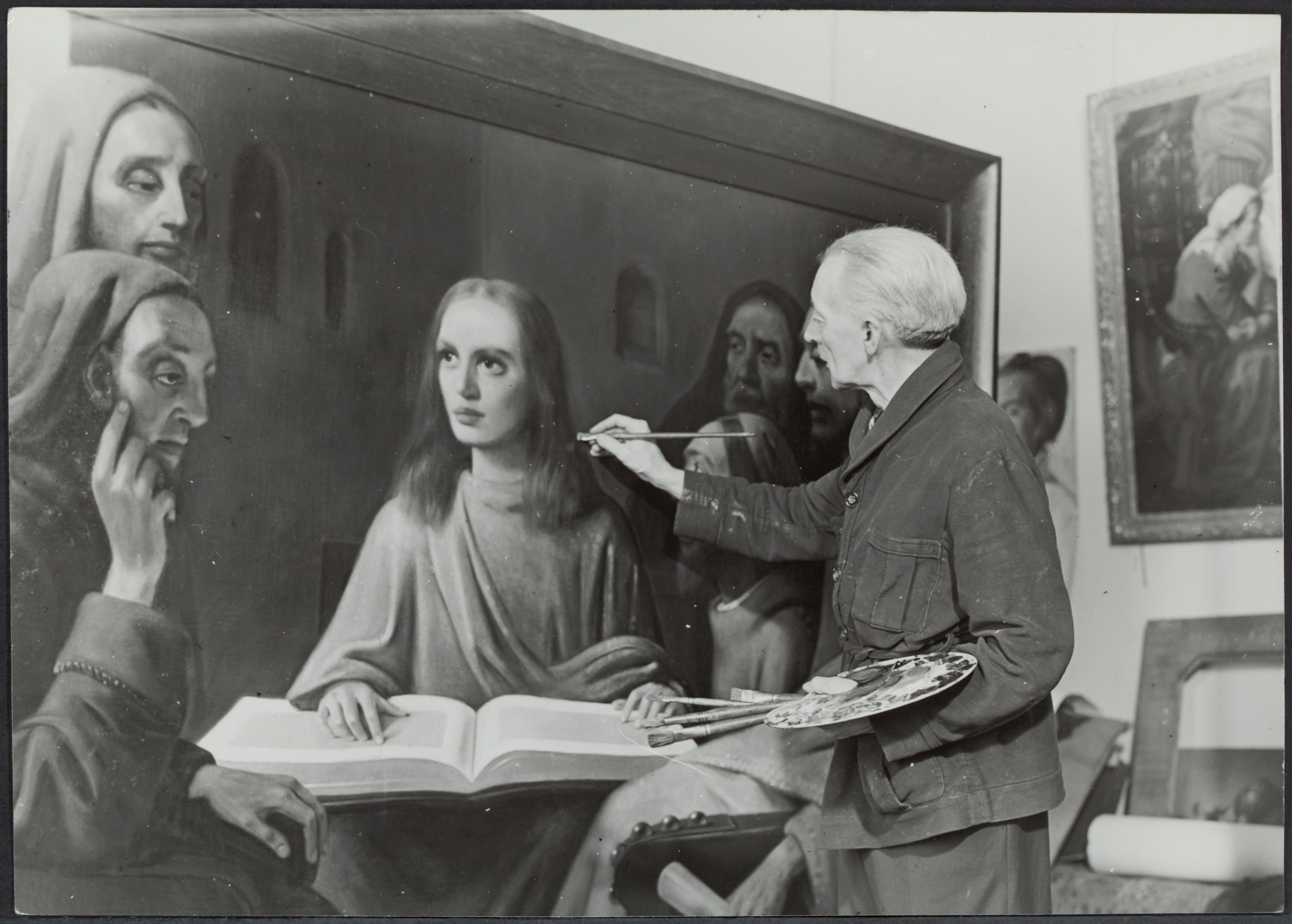
Han van Meegeren nell'ottobre 1945 mentre dipinge un falso Vermeer

Da giovane considerato un artista fallito, apprese le tecniche di falsificazione da Theo Van Wijngaarden, famoso restauratore e falsario operante ad Amsterdam. Affascinato dalla pittura olandese del Seicento e in particolare da Jan Vermeer, si esercitò a lungo ricopiando fedelmente gli originali. Si impadronì così non solo delle tecniche, ma anche dello spirito con cui Vermeer dipingeva gli interni, le nature morte o i drappeggi. Per i suoi falsi, recuperò vecchie tele del '600, prive di valore artistico, da cui raschiava accuratamente il colore. Non commise mai l'errore di copiare opere di Vermeer esistenti: creò invece dipinti nuovi, mai visti da nessuno, con aderenza stilistica e tematica, riuscendo a ingannare i critici, convinti di trovarsi al cospetto di eccezionali capolavori che andavano ad arricchire la storia dell'arte.
L'abilità di Han Van Meegeren, da sola, non sarebbe bastata a ingannare gli esperti se non avesse avuto anche l'accortezza di procurarsi materiali adoperati trecento anni prima e di evitare pennelli prodotti nel XX secolo. Inseriva con cura della polvere nel falso appena terminato per provocare la craquelure (lo spontaneo reticolo di piccole crepe, tipico delle tele a olio invecchiate). Conosceva inoltre perfettamente il trattato di De Vild sulle tecniche e i materiali adoperati da Vermeer e faceva spesso uso del raro pigmento blu oltremare, ottenuto dai preziosi lapislazzuli e dell'olio di lillà.

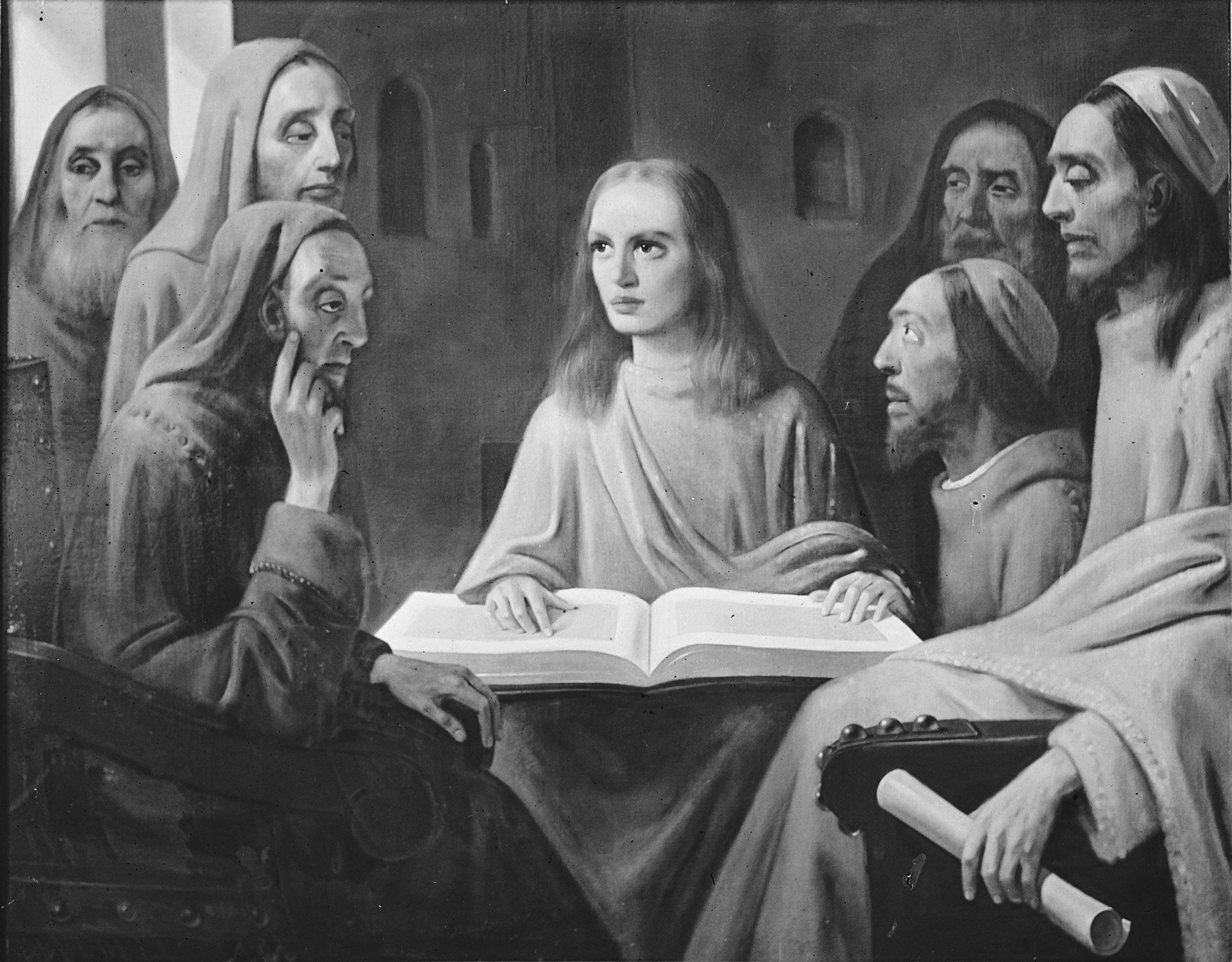
Gesù tra i dottori

Paradossalmente, fu proprio De Vild tra i primi a ingannarsi, avallando l'autenticità dei falsi Vermeer. Persino Abraham Bredius, il massimo luminare dell'antica pittura olandese, aveva definito la Cena in Emmaus il più eccezionale dipinto di Vermeer (che si ispira all'opera di Caravaggio a Londra). Un falso Vermeer fu incautamente acquistato nel 1938 da Dirk Hannema, allora direttore del museo Boijmans-Van Beuningen di Rotterdam. Oltre a essersi arricchito con la frode, Van Meegeren si era soprattutto vendicato di coloro che non l'avevano mai apprezzato come pittore. Aveva addirittura venduto al capo delle SS Heinrich Himmler dipinti falsi per un valore di cinque milioni e mezzo di fiorini. Un altro falso Vermeer, Cristo e l'adultera, finì per una somma enorme nella collezione privata di Hermann Göring.
Van Meegeren creò in tutto 6 falsi Vermeer e, proprio per aver venduto due dipinti a dei capi nazisti, alla fine della guerra fu arrestato (maggio 1945) con l'accusa di collaborazionismo con i nazisti. Fu processato in Olanda nell'ottobre del 1947 e riuscì a evitare l'ergastolo (fu condannato a un anno di carcere), rivelando d'essere un falsario e d'avere venduto ai tedeschi dei falsi. Per dimostrarlo, dipinse nell'aula del tribunale un Gesù nel tempio, stupendo numerosi esperti. Sebbene ciò giovasse alla sua fama, a novembre fu ricoverato in clinica (l'abuso di alcool e droghe aveva irrimediabilmente compromesso la sua salute) e il 30 dicembre 1947, all'età di 58 anni, morì.

## Opere

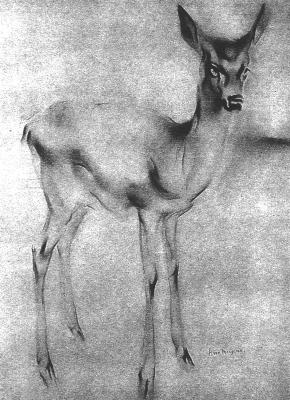
Il cervo della principessa Giuliana d'Olanda (1921)
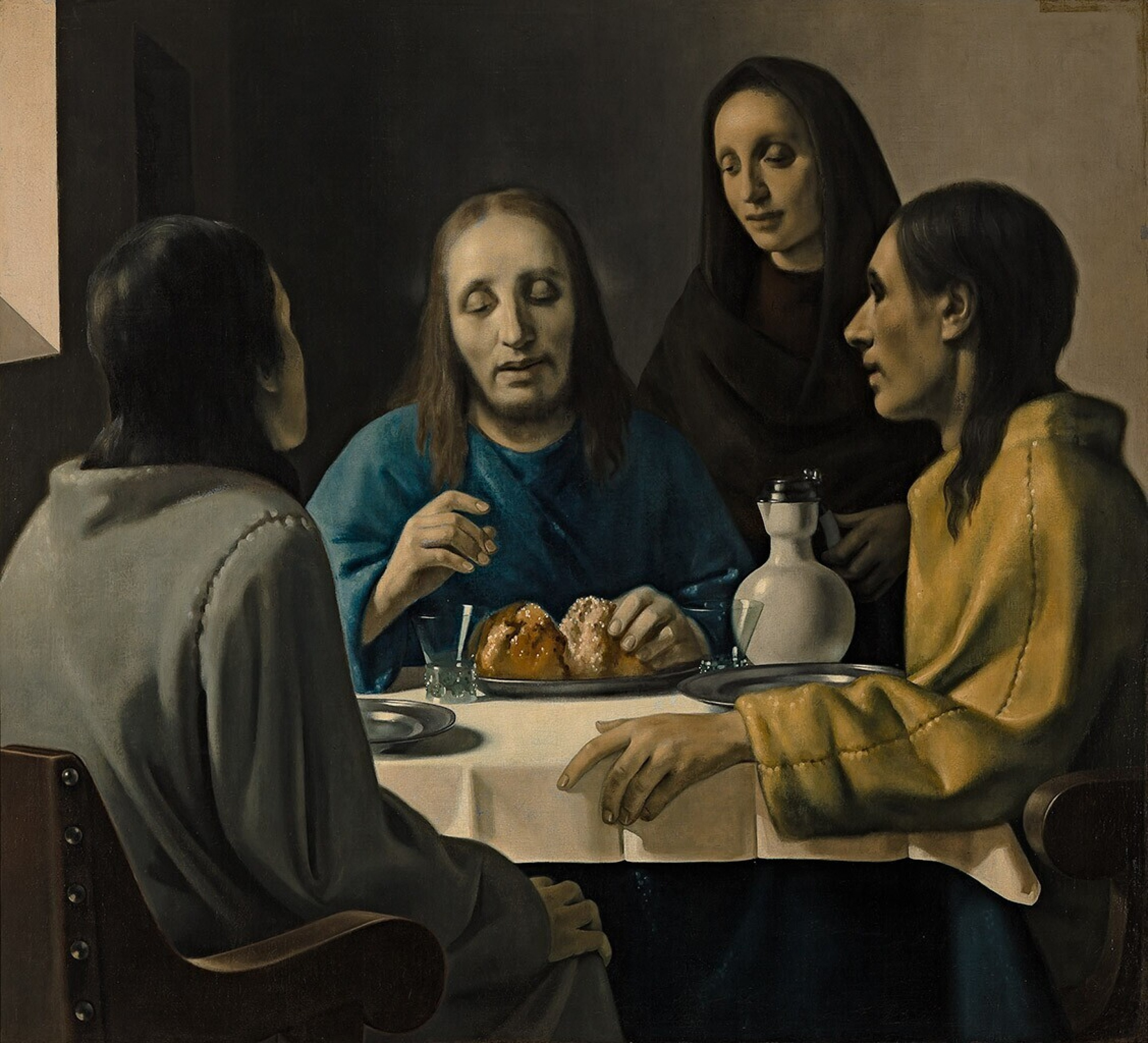
Cena in Emmaus (1937), Museo Boijmans Van Beuningen, Rotterdam (falso Vermeer)

## Filmografia
- A Real Vermeer, regia di Rudolf van den Berg (2016)
- L'ultimo Vermeer (The Last Vermeer), regia di Dan Friedkin (2019)